# Cliff Bennett and the Rebel Rousers
Cliff Bennett and the Rebel Rousers waren een Engelse popgroep uit de jaren zestig van de 20e eeuw, die zich liet inspireren door de rhythm-and-blues en de soulmuziek. De groep had twee toptienhits in het Verenigd Koninkrijk: One Way Love en het Lennon-McCartney-nummer Got to Get You into My Life. In 1968 stopte de groep, maar halverwege de jaren tachtig richtte Cliff Bennett een nieuwe versie van de groep op.

## Samenstelling
De groep veranderde nogal eens van samenstelling en telde nu eens zeven en dan weer zes leden. De spil waarom de groep draaide was de zanger Cliff Bennett (voluit Clifford Bennett), geboren op 4 juni 1940 in Slough (Berkshire).
Op de eerste lp Cliff Bennett & The Rebel Rousers van 1965 speelden verder mee:
- Dave Wendells (sologitaar), die gespeeld had bij Screaming Lord Sutch & the Savages en in 1966 vertrok naar The Luvvers, de vroegere begeleidingsgroep van Lulu.
- Bobby Thompson (basgitaar).
- Maurice Groves (ook wel Moss Groves genoemd, tenorsaxofoon).
- Sid Phillips (eigenlijk Bernard Phillips, tenorsaxofoon en in de begintijd ook piano), niet te verwarren met de jazzklarinettist Sid Phillips (1907-1973).
- Roy Young (piano, elektronisch orgel), die later leiding gaf aan een eigen Roy Young Band.
- Mick Burt (voluit: Michael William Burt, drums), die in 1975 drummer werd achter het komische duo Chas & Dave.

Op de tweede langspeelplaat, Drivin' You Wild van 1966, speelden Dave Wendells en Bobby Thompson niet meer mee. Nieuw was:
- Chas Hodges (voluit: Charles Nicholas Hodges, gitaar en later ook wel basgitaar en elektronisch orgel), die eerder speelde bij The Outlaws en in 1975 toetrad tot Chas & Dave.

Anderen die korte tijd deel hebben uitgemaakt van The Rebel Rousers, waren: 
- Frank Allen (echte naam: Francis Renaud McNeice, slaggitaar en later basgitaar), die in augustus 1964 Tony Jackson verving als basgitarist bij The Searchers.
- Mick Currell (ook wel Mike Currell, voluit Michael Currell, slaggitaar).
- Dave Edmunds (wasbord, slagwerk).
- John Golden (trompet).
- Nicky Hopkins (voluit: Nicholas Christian Hopkins, piano), die later een bekend sessiemuzikant werd. Hij speelde maar twee maanden (mei-juni 1962) bij The Rebel Rousers.
- Ben Jordan (voluit: Benjamin Jordan, basgitaar).
- Mick King (echte naam Michael Borer, sologitaar). Hij dreef later een winkel in muziekinstrumenten.
- George Mattingley (gitaar, later slagwerk).
- Dave Peacock (voluit: David Victor Peacock, gitaar), die later Chas & Dave vormde met Chas Hodges en Mick Burt.
- Bernie Watson (voluit: Bernard Watson, sologitaar), eerder van Screaming Lord Sutch & the Savages. Hij kwam met Nicky Hopkins mee en vertrok tegelijk met hem. Samen stapten ze over naar Cyril Davies R&B All Stars. Toen hij daar vertrokken was, ging hij klassieke gitaar studeren.
- Ricky Winters (voluit: Richard Winters, drums), die later speelde in een bandje met de naam The Saints en in de jaren zeventig bij Screaming Lord Sutch & the Savages.

Mick King overleed in 2010, Mick Burt in 2014 en Sid Phillips in 2015.

## Carrière
In 1957 begon Cliff Bennett met een paar Londense vrienden skifflemuziek te spelen. Pas in 1958 kozen ze een naam. ‘The Rebel Rousers’ is afgeleid van Rebel Rouser, een hit van Duane Eddy uit dat jaar. In datzelfde jaar stapten ze ook over van skiffle op rock-'n-roll. De belangstelling van de groep ging al snel vooral uit naar de ‘zwarte’ muziek: rhythm-and-blues en soul.
In 1961 trok de groep de belangstelling van de muziekproducent Joe Meek. Met hem namen The Rebel Rousers hun eerste drie platen op voor het merk Parlophone, die geen succes werden.
In mei 1962 sloten Cliff Bennett and the Rebel Rousers een contract voor zes maanden met de Star-Club in Hamburg. Daar leerden ze The Beatles kennen, die in die periode ook daar optraden. Bennett sloot vriendschap met John Lennon en Paul McCartney. Ook op Oudejaarsavond 1962 was Cliff Bennett met zijn groep aanwezig in de Star-Club. Ze speelden toen samen met The Beatles. Van The Beatles zijn op die avond opnamen gemaakt, die in 1977 officieel werden uitgebracht onder de naam Live! at the Star-Club in Hamburg, Germany; 1962 – en daarna officieus op een groot aantal bootlegs. Op sommige van die bootlegs staat het nummer Hully Gully. Dat is niet van The Beatles, maar van Cliff Bennett and the Rebel Rousers.
In juli 1964 kwam de groep onder contract bij Brian Epstein, die ook manager van The Beatles was. Het was voor het eerst dat Epstein een groep uit Londen onder zijn hoede nam. In september van dat jaar kwam de single uit die de eerste hit voor de groep werd: One Way Love, een nummer van de lp Under the Boardwalk van The Drifters, ook uit 1964. De plaat bracht het tot de 9e plaats in de UK Singles Chart.
Het zou bijna twee jaar duren voor de groep een tweede toptienhit kreeg. De groep nam het Lennon-McCartney-nummer Got to Get You into My Life op, dat in augustus 1966 als single uitkwam. Paul McCartney trad zelf op als producer. Het nummer haalde de 6e plaats in de UK Singles Chart. In Nederland was het hun enige hit en haalde het de 37e plaats.
Daarna bleven de hits uit. Begin 1968 vormde Cliff Bennett een andere groep. The Rebel Rousers gingen verder als de Roy Young Band.

## Cliff Bennett na The Rebel Rousers
Bennetts nieuwe groep heette The Cliff Bennett Band of Cliff Bennett & His Band. De samenstelling was:
- Cliff Bennett, zang
- John Bennett, trombone
- Alan Drover, saxofoon
- Frank Farley, drums
- Mick Green, gitaar
- Stuart Hamer, trompet
- Robin MacDonald, basgitaar

Mick Green en Frank Farley hadden eerder gespeeld bij Johnny Kidd and the Pirates en Billy J. Kramer with The Dakotas.
De groep bestond maar een klein jaar, maar bracht in die tijd toch nog vijf singles uit. De laatste was weer een Beatles-cover, Back in the U.S.S.R., maar deze keer zonder succes.
In 1969 vormde Cliff Bennett een nieuwe groep met de naam Toe Fat (‘Tenenvet’; volgens de overlevering koos de band de meest onsmakelijke naam die hij kon verzinnen). De groep maakte twee lp’s, allebei met een hoes ontworpen door Hipgnosis die bijna iedereen afschuwelijk vond, terwijl de platen zelf goed ontvangen werden – maar niet verkochten. De groep wisselde een keer van samenstelling en ging in 1971 uit elkaar. Een van de leden van de eerste lichting, Ken Hensley, stichtte de band Uriah Heep.
Bennett sloeg aanbiedingen om toe te treden tot Uriah Heep en Blood, Sweat & Tears af en maakte in plaats daarvan een soloalbum, Rebellion, dat ook al niet goed verkocht. Daarna trad hij toe tot de band Shanghai, waarin ook Mick Green, vroeger van The Cliff Bennett Band, speelde. In 1976 verliet hij de muziekwereld en ging hij werken als reder. Daarmee verdiende hij veel geld.
In de jaren tachtig kwam hij toch weer terug. Hij richtte een nieuwe versie van The Rebel Rousers op. Sindsdien treedt hij weer regelmatig op, met zijn band of als solozanger. Hij stond vaak samen met Sid Phillips op het toneel, een van de saxofonisten van de vroegere Rebel Rousers. Bennett maakt ook platen. De jongste kwam uit in 2009 en heet Nearly Retired (‘Bijna met pensioen’).

## Discografie

### Singles
- juli 1961: You've Got What I Like / I'm In Love With You (Parlophone R 4793)
- oktober 1961: That's What I Said / When I Get Paid (Parlophone R 4836)
- maart 1962: Poor Joe / Hurtin' Inside (Parlophone R 4895)
- juli 1963: Everybody Loves a Lover / My Old Stand-By (Parlophone R 5046)
- november 1963: You Really Got a Hold on Me / Alright (Parlophone R 5080)
- maart 1964: Got My Mojo Working / Beautiful Dreamer (Parlophone R 5119)
- september 1964: One Way Love / Slow Down[4] (Parlophone R 5173; 9 in de UK Singles Chart)
- januari 1965: I'll Take You Home / Do You Love Him? (Parlophone R 5229; 42 in de UK Singles Chart)
- april 1965: Three Rooms with Running Water / If Only You'd Reply (Parlophone R 5259)
- augustus 1965: I Have Cried My Last Tear / As Long As She Looks Like You (Parlophone R 5317)
- februari 1966: You Can't Love 'Em All / Need Your Loving Tonight (Parlophone R 5406)
- juni 1966: Hold On I'm a Coming / Eyes for You (Parlophone R 5466)
- augustus 1966: Got to Get You into My Life / Baby Each Day (Parlophone R 5489, 6 in de UK Singles Chart, 37 in de Nederlandse Pré-Top 40)[1]
- november 1966: Don't Help Me Out / Never Knew Lovin' Could Be So Doggone Good (Parlophone R 5534)
- februari 1967: I'll Take Good Care of You / I’m Sorry (Parlophone R 5565)
- mei 1967: Use Me / I'll Be There (Parlophone R 5598)

### Ep’s
- november 1964: She Said "Yeh" / Doctor Feelgood / You Make Me Happy / Stupidity (Parlophone GEP 8923)
- mei 1965: Try It Baby: I'm Crazy 'bout My Baby / Shoes / Try It Baby / Do It Right (Parlophone GEP 8936)
- oktober 1966: We're Gonna Make It: My Sweet Woman / Whole Lotta Woman / We're Gonna Make It / Waiting at the Station (Parlophone GEP 8955)

### Lp’s
- 1965: Cliff Bennett & The Rebel Rousers:
  - I Can't Stand It / Sweet and Lovely / Make Yourself at Home / You've Really Got a Hold on Me / Ain't That Lovin' You Baby / Sha La La / One Way Love / Steal Your Heart Away / It's Alright / Beautiful Dreamer / Mercy, Mercy / Talking about My Baby / The Pick-Up (Parlophone PMC 1242)
- 1966: Drivin' You Wild:
  - Three Rooms with Running Water / Baby, Baby, Baby / You Made Me Happy / Sweet Sorrow / I Have Cried My Last Tear / Another Saturday Night / Drivin' Me Wild / That's Why I Love You So / Who’s Cheatin' Who? / I'll Be Doggone / Strange Feeling / I'll Take You Home (Music For Pleasure MFP 1121)
- 1967: Got to Get You into Our Life:
  - It's a Wonder / Ain't Love Good, Ain't Love Proud / 6345-789 / Road Runner / Baby Each Day / Got to Get You into My Life / Barefootin' / See-Saw / I'm Not Tired / Stop Her On Sight (S.O.S.) / You Don't Know Like I Know / C.C. Rider Blues (Parlophone PMC 7017)
- 1968: Cliff Bennett Branches Out:
  - You're Breaking Me Up / Lonely Weekends / Ease Me / When Something Is Wrong with My Baby / Taking Care of a Woman Is a Full Time Job / I Don't Need Nobody / Close the Door / Good Times / Said I Weren't Gonna Tell Nobody / You're the One for Me / Take Your Time / I Take What I Want (Parlophone PCS 7054)
- 1986: Got to Get You into My Life:
  - Got to Get You into My Life / Use Me / Hold On I'm a Coming / C.C. Rider Blues / One Way Love / Beautiful Dreamer / Ain't That Lovin' You Baby / 	Ain't Love Good, Ain't Love Proud / I Take What I Want / Back in the U.S.S.R.† / Three Rooms with Running Water / I'll Take Good Care of You / It's Alright / Said I Weren't Gonna Tell Nobody / I'll Take You Home / Barefootin' / Hurtin' Inside / That's What I Said / I'm in Love with You / You Got What I Like (See For Miles Records CM 108)

### Verzamel-cd’s (selectie)
- 1998: 25 Greatest Hits:
  - You've Got What I Like / I'm in Love with You / That's What I Said / When I Get Paid / Poor Joe / Hurtin' Inside / 	Everybody Loves a Lover / My Old Stand-By / Love Is a Swinging Thing / Got My Mojo Working / Beautiful Dreamer / One Way Love / I'll Take You Home / Something You've Got / It's Alright / Three Rooms with Running Water / Need Your Loving Tonight / Got to Get You into My Life / Ain't Love Good, Ain't Love Proud / 634-5789 / I'm Not Tired / C.C. Rider Blues / I'll Take Good Care of You / Good Times / Back in the U.S.S.R.† (EMI)
- 1998: Cliff Bennett at Abbey Road 1963 to 1969:
  - She Said Yeah / Always / Another Saturday Night / Got My Mojo Working / Try It Baby / Who's Cheatin' Who / I Can't Stand It / One Way Love / Strange Feeling / Something You've Got / Waiting at the Station / Got to Get You into My Life / Good Times / I Take What I Want / You’re the One for Me / Road Runner / Hold On I'm a Coming / When Something Is Wrong with My Baby / Ain't Love Good, Ain't Love Proud / I'll Take Good Care of You / 6345-789 / Don't Help Me Out / Use Me / I'm Not Tired / Don't Knock It† / Ain't Nobody Home† / Back in the U.S.S.R.† / Somebody Help Me† (EMI)
- 2009: Into Our Lives: The EMI Years 1961-1969 (4 cd’s):
  - Alright / Beautiful Dreamer / Love Is a Swinging Thing / Do It / Fortune Teller / Johnny B. Goode / Lover Come Back to Me / Doctor Feel Good / You Make Me Happy / You've Really Got a Hold on Me / Stupidity / Come Closer / Slow Down / I Like It Like That / Got My Mojo Working / She Said Yeah / Sha La La / Shoes / What Kind of Fool (Do You Think I Am?) / One Way Love / I'll Take You Home / I Can't Stand It / Talking about My Baby / The Pick-Up / Sweet and Lovely / Make Yourself at Home / Ain't That Lovin' You Baby / Steal Your Heart Away / Mercy Mercy / It's Alright / Do You Love Him? / If Only You'd Reply / Another Saturday Night / Do It Right / Try It Baby / I'm Crazy 'bout My Baby / Three Rooms with Running Water / As Long As She Looks Like You / Sweet Sorrow / It's Drivin' Me Wild / I'll Be Doggone / Always / Something You've Got / Baby, Baby, Baby / I Have Cried My Last Tear/ (That's Why) I Love You So / Waitin' at the Station / My Sweet Woman / Strange Feeling / Need Your Loving Tonight / Whole Lotta Woman / Who's Cheatin' Who / You Can't Love 'Em All / We're Gonna Make It / Hold On I'm a Coming / Ain't Love Good, Ain't Love Proud / Stop Her On Sight (S.O.S.) / Eyes For You / Baby Each Day / Got to Get You into My Life / You Don't Know Like I Know / It's a Wonder / Don't Help Me Out / Never Knew Lovin' Could Be So Doggone Good / Barefootin' / Close the Door / I'm Not Tired / See Saw / Road Runner / C C Rider Blues / 634-5789 / I'm Sorry / I'll Take Good Care of You / Ease Me / I Take What I Want / You're the One for Me / I Don't Need Nobody / I'll Be There / Use Me / House of a Thousand Dolls† / Said I Weren't Gonna Tell Nobody / Ain't Nobody Home† / Lonely Weekends / Good Times / You're Breaking Me up (and I'm Wasting Away) / When Something Is Wrong with My Baby / Taking Care of a Woman Is a Full Time Job / Take Your Time / I Hear Her Voice† / Nobody Runs Forever† / One More Heartache† / Don't Knock It† / Back in the U.S.S.R.† / This Man† / Somebody Help Me† / Red Bus† / Memphis Street‡ / But I'm Wrong‡ / Hey Western Union Man (Send a Telegram) ‡ / You've Got What I Like / I'm in Love with You / That's What I Said / When I Get Paid / Poor Joe / Hurtin' Inside / Everybody Loves a Lover / My Old Stand-By / Alright / Beautiful Dreamer / Love Is a Swinging Thing / Do It / Fortune Teller / Johnny B. Goode / Lover Come Back to Me / Doctor Feel Good / One Way Love / Got to Get You into My Life (EMI)

In de cd-box zijn sommige nummers dubbel: zowel in mono als in stereo. † = nummer van The Cliff Bennett Band; ‡ = nummer van Cliff Bennett solo.